# Калиник Пулос
Калиник (на гръцки: Καλλίνικος, Калиникос) е гръцки духовник.

## Биография
Роден е в Ситаралона, Етолоакарнания, със светското име Димитриос Пулос (Δημήτριος Πούλος). Завършва Богословския факултет на Атинския университет. Ръкоположен за дякон и презвитер през 1957 г. от брат му митрополит Константин Димотишки. Служи като секретар и протосингел на Етолийската и Акарнанска епархия. На 25 юни 1967 година е ръкоположен за воденски, пелски и мъгленски митрополит в храма „Свети Дионисий Ареопагит“ в Атина от митрополит Дионисий Трикийски и Стагийски в съслужение с митрополитите Мелетий Китирски, Константий Дедеагачки, Синесий Касандрийски и Теоклит Етолийски и Акарнанийски. По-рано на 22 юни Светият Синод откъсва Мъгленско от Леринската и го присъединява към Воденската.
Калиник умира в Атина на 7 август 1984 година.
На 23 юни 2020 година е обявен за светец от Вселенската патриаршия.